# Petar Stambolić

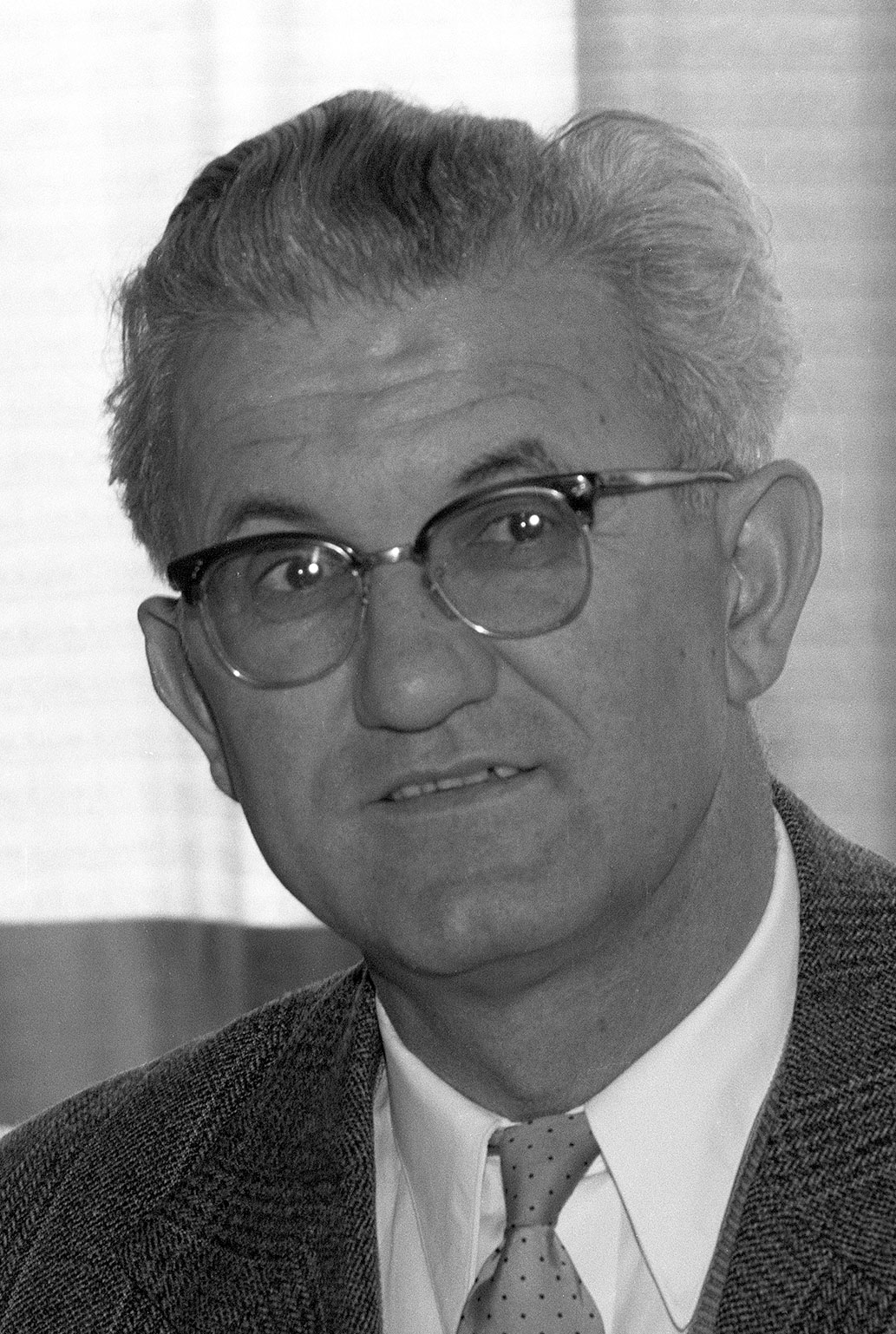
Petar Stambolić (1958)

Petar Stambolić (* 12. Juli 1912 in Brezova bei Ivanjica (Serbien); † 21. September 2007 in Belgrad) war ein jugoslawischer Politiker.

## Biografie
Er gehörte ab 1933 dem Kommunistischen Jugendverband, ab 1935 der Kommunistischen Partei Jugoslawiens an. An der Universität Belgrad schloss er ein Studium der Agrarwissenschaft ab. Im Zweiten Weltkrieg gehörte er dem Generalstab für die Jugoslawische Volksbefreiungsarmee in Serbien an.
1945–1947 war er serbischer Finanzminister, 1947–1948 jugoslawischer Landwirtschaftsminister und 1948–1953 serbischer Premierminister. Danach war er Parlamentspräsident des serbischen (1953–1957) und des Bundesparlaments (1957–1963), in den Jahren 1963–1967 jugoslawischer Premierminister. Daneben hatte er zahlreiche Parteiämter im Bund der Kommunisten Jugoslawiens inne.
Vom 15. Mai 1982 bis zum 15. Mai 1983 war er Vorsitzender des Präsidiums der Sozialistischen Föderativen Republik Jugoslawien und war somit Staatspräsident.
Er wurde mit dem Orden des Volkshelden Jugoslawiens ausgezeichnet. Petar Stambolić war ein Onkel des Politikers Ivan Stambolić (1936–2000).